# Ambitions
Ambitions è il singolo di debutto del gruppo musicale pop rock norvegese Donkeyboy, pubblicato il 26 marzo 2009 dall'etichetta discografica Warner.
La canzone, scritta da Cato Sundberg, Kent Sundberg, Simen M Eriksrud e Simone Larsen, è stata paragonata come struttura al noto brano di Michael Jackson Billie Jean o, più genericamente, alle produzioni degli anni ottanta dello stesso Jackson e di Madonna.
Il brano, inciso con la collaborazione di Linnea Dale, ha riscosso uno straordinario successo commerciale mantenendo la vetta della classifica norvegese dei singoli per tredici settimane, venendo scalzato da tale posizione dal successivo singolo del gruppo Sometimes, mantenendo comunque il secondo posto, facendo stabilire al gruppo il record come primo artista ad aver piazzato due singoli alle prime posizioni della classifica norvegese.
Il brano ha vinto due Spellemannprisen 2009, come "tormentone dell'anno" e "video musicale dell'anno", per il videoclip diretto da Kristoffer Borgli.

## Tracce
Promo - CD-Single (Warner - (Warner)
1. Ambitions - 3:08

## Classifiche
| Classifica (2009) | Posizione massima |
| ----------------- | ----------------- |
| Norvegia          | 1                 |
| Svezia            | 1                 |

## Versione di Joe McElderry
La canzone è stata ripresa nel 2010 dal cantante pop britannico Joe McElderry, ed è stata ripubblicata come singolo l'8 ottobre dello stesso anno dall'etichetta discografica Syco Music. Il brano anticipa l'album di debutto, Wide Awake, pubblicato nell'ottobre 2010.
Nel mese di settembre è stato diffuso anche il video del brano.

### Tracce
1. Ambitions - 2:55
2. If You Love Me - 3:24

### Classifiche
| Classifica (2010) | Posizione massima |
| ----------------- | ----------------- |
| Europa            | 24                |
| Irlanda           | 5                 |
| Regno Unito       | 6                 |
| Slovacchia        | 79                |